# سی/۲۰۲۳ پی۱ (نیشیمورا)
سی%2F۲۰۲۳ پی۱ (انگلیسی: C/2023 P1) (نیشیمورا) یک دنباله‌دار با دوره طولانی است که توسط هیدئو نیشیمورا در ۱۲ اوت ۲۰۲۳ کشف شد. با قوس مشاهده هفت‌ماهه، دوره مداری این دنباله‌دار ۴۳۴ سال تخمین زده می‌شود. خروج از مرکز ۰٫۹۹۶ به این دنباله‌دار یک محور نیمه اصلی (متوسط فاصله از خورشید) در حدود 57 AU می‌دهد، که با میانگین فاصلهٔ اریس در ۶۸ واحد نجومی قابل مقایسه است. این دنباله‌دار منظومه شمسی را ترک نخواهد کرد و در سال ۲۲۲۷ به آفلیون (دورترین فاصله از خورشید) خواهد رسید.
اخترشناس آماتور ژاپنی هیدئو نیشیمورا این دنباله‌دار را در بررسی تصویرهایی که او با استفاده از لنز تله فوتو ۲۰۰ میلی‌متری f/3 که روی دوربین Canon EOS 6D نصب شده بود، در ۱۲ اوت ۲۰۲۳، زمانی که این دنباله‌دار ۱٫۰ واحد نجومی از خورشید داشت، کشف کرد. او همچنین آن را در تصویرهایی که شب قبل از کشف در میدان دید او قرار داشته بودند، یافت. تصویرهای پیش از کشف در ۱۹، ۲۴ و ۲۵ ژانویهٔ ۲۰۲۳ از PanSTARRS توسط رابرت وریک شناسایی شد و قوس رصدی این دنباله‌دار را تا هفت ماه افزایش داد.